# Unionsmetoden

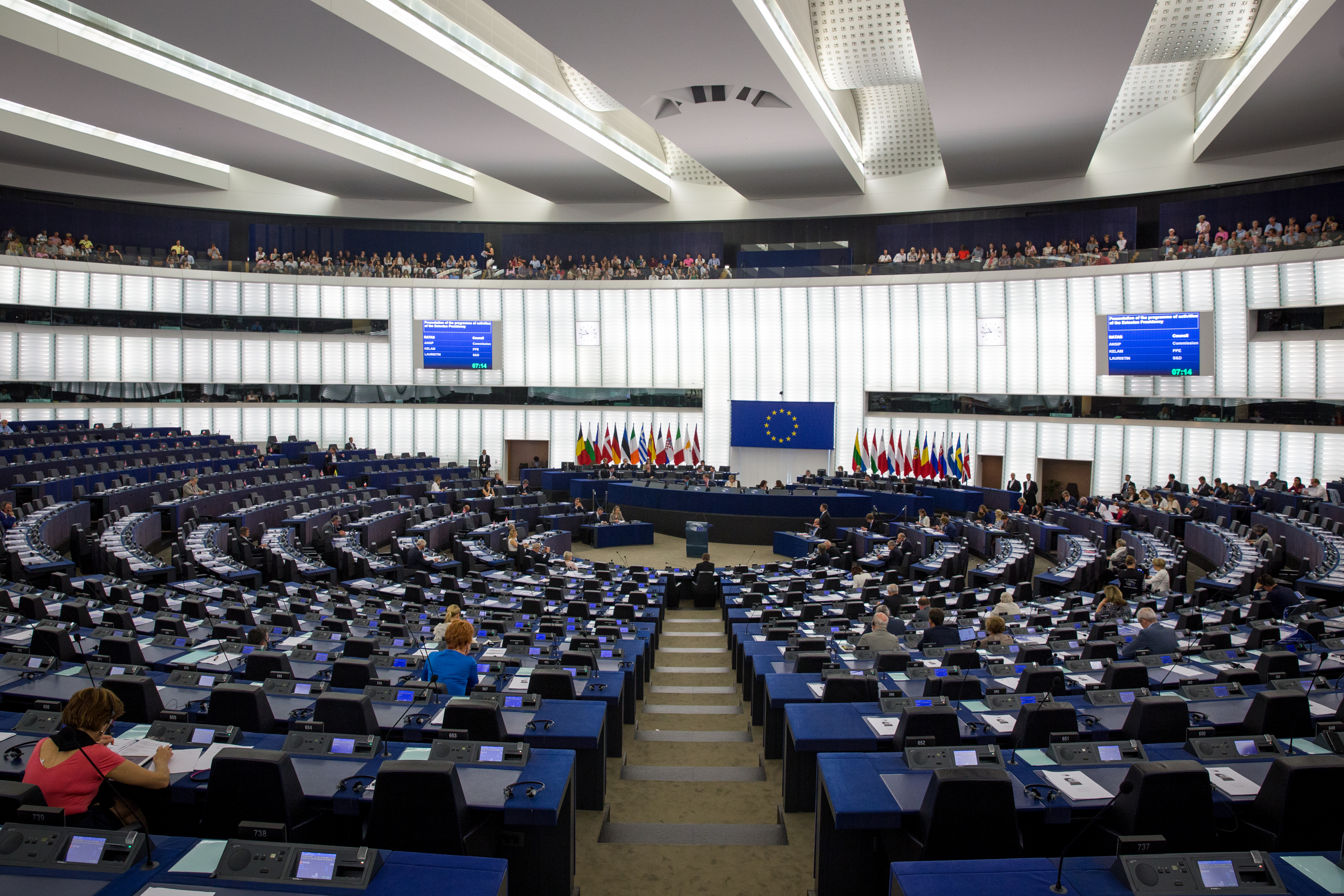
Europaparlamentet spelar en viktig roll när unionsmetoden tillämpas.

Unionsmetoden, tidigare gemenskapsmetoden, är en överstatlig metod som ligger till grund för lagstiftning och annat beslutsfattande inom Europeiska unionen. Den kan kontrasteras med den mellanstatliga metod som vanligen tillämpas i internationella organisationer.
Unionsmetoden karaktäriseras av att Europeiska kommissionen (vars uppgift är att främja unionens allmänna intresse) har ensamrätt att lägga fram lagförslag, att Europaparlamentet och Europeiska unionens råd lagstiftar gemensamt, att rådet fattar beslut med kvalificerad majoritet (och inte med enhällighet) och att EU-domstolen har exklusiv behörighet att tolka lagstiftningen.
Gemenskapsmetoden infördes ursprungligen genom Parisfördraget den 23 juli 1952 och präglade i stort sett allt beslutsfattande inom Europeiska gemenskaperna fram till att Maastrichtfördraget trädde i kraft den 1 november 1993. Genom Maastrichtfördraget utökades det europeiska samarbetet till att även omfatta mellanstatliga samarbetsformer, däribland den gemensamma utrikes- och säkerhetspolitiken.
Genom Lissabonfördraget, som trädde i kraft den 1 december 2009, ändrade gemenskapsmetoden namn till unionsmetoden.

## Kännetecken
Unionsmetoden, eller gemenskapsmetoden, karaktäriseras vanligtvis av följande egenskaper:
- Kommissionen har ensamrätt att lägga fram lagförslag. Kommissionens uppgift är att främja unionens allmänna intresse.
- Rådet lagstiftar gemensamt, eller åtminstone efter samråd med eller godkännande av, Europaparlamentet.
- Rådet kan fatta beslut med kvalificerad majoritet. En enskild medlemsstat kan alltså inte blockera ett beslut.
- Rådet kan ändra i kommissionens förslag endast med enhällighet.
- Medlemsstaterna bär huvudansvaret för att genomföra de fattade besluten.
- De fattade besluten är rättsligt bindande och kommissionen kan väcka talan om fördragsbrott mot en medlemsstat vid EU-domstolen, som har exklusiv behörighet att tolka unionsrätten, om den anser att medlemsstaten inte uppfyller sina skyldigheter.

Med andra ord innebär unionsmetoden att medlemsstaterna ger upp en del av sin egen suveränitet till unionens institutioner, som i gengäld har mer långtgående befogenheter än andra mellanstatliga organisationer att vidta åtgärder för att nå medlemsstaternas gemensamma mål.

## Användning
Sedan Lissabonfördraget trädde i kraft den 1 december 2009 tillämpas unionsmetoden på de flesta av unionens lagstiftningsområden genom det ordinarie lagstiftningsförfarandet. Även inom övriga lagstiftningsområden, som omfattas av särskilda lagstiftningsförfaranden, tillämpas unionsmetoden i viss utsträckning, även om rådet normalt beslutar med enhällighet på dessa områden och utan Europaparlamentet som medlagstiftare.
Unionsmetoden tillämpas däremot inte alls inom den gemensamma utrikes- och säkerhetspolitiken, där unionen saknar lagstiftande befogenheter och samarbetet fortfarande är uteslutande mellanstatligt, med ett ytterst litet inflytande för Europaparlamentet. Även i frågor som rör polissamarbete och straffrättsligt samarbete gäller särskilda bestämmelser som gör det möjligt för minst en fjärdedel av medlemsstaterna att, jämte kommissionen, lägga fram lagförslag.
Gemenskapsmetoden infördes ursprungligen genom Parisfördraget, som trädde i kraft den 23 juli 1952. Historiskt tillämpades den fullt ut inom Europeiska gemenskaperna vid lagstiftning och annat beslutsfattande. Genom Maastrichtfördraget, som trädde i kraft den 1 november 1993, upprättades Europeiska unionen med en pelarstruktur som även innefattade en gemensam utrikes- och säkerhetspolitik samt rättsliga och inrikes frågor. Inom båda dessa områden begränsades användningen av gemenskapsmetoden – istället tillämpades mellanstatlighet. Till exempel kunde medlemsstaterna initiera lagförslag kring rättsliga och inrikes frågor, och alla beslut som rörde dessa områden förutsatte enhällighet i rådet.
Genom Amsterdamfördraget, som trädde i kraft den 1 maj 1999, överfördes gränskontroll-, asyl- och invandringspolitik samt det civilrättsliga samarbetet från rättsliga och inrikes frågor till den överstatliga nivån, medan polissamarbete och straffrättsligt samarbete tillsammans med den gemensamma utrikes- och säkerhetspolitiken förblev en del av det mellanstatliga samarbetet.
Med Lissabonfördraget, som trädde i kraft den 1 december 2009, avskaffades pelarstrukturen och en mer enhetlig överstatlig struktur inrättades, där även polissamarbete och straffrättsligt samarbete inkluderades. Samtidigt ändrade gemenskapsmetoden namn till unionsmetoden.